# ГЕС Райнфельден
ГЕС Райнфельден — гідроелектростанція на річці Рейн на кордоні між Німеччиною та Швейцарією. Розташована між іншими ГЕС рейнського каскаду ГЕС Рибург-Шверштадт (вище за течією) та Augst-Wyhlen.
Електростанція біля Райнфельдену з'явилась ще у 1898 році. На початку 2000-х стару ГЕС потужністю всього 26 МВт вирішили замінити новим об'єктом із показником 100 МВт. Проєкт, завершений у 2010 році, включав спорудження нової греблі та коштував 380 млн євро. Завдяки йому річне виробництво електроенергії повинне збільшитись зі 185 до 600 млн кВт·год.
Рейн перекриває гребля довжиною 200 метрів, у лівій частині якої облаштовано машинний зал, а по центру сім водопропускних шлюзів. Зал обладнано чотирма турбінами типу Каплан, що працюють при напорі від 6 до 9 метрів.
У комплексі станції наявні кілька рибоходів.